# 斯科特角
71°07′S 168°05′E / 71.117°S 168.083°E
斯科特角是南極洲的海岬，位於維多利亞地北岸，是丹尼斯托恩冰川的終點西面，由英國探險家發現，該海岬現時由南極條約體系管理。